# M4 (informatyka)
M4 – popularny na Uniksach makroprocesor (program który przetwarza strumień danych – np. kod źródłowy programu – w celu dostosowania do konkretnych potrzeb). Jest używany m.in. przez sendmail i autoconf.
M4 czyta standardowe wejście, wykonuje zapisane w nim komendy i drukuje wynik na standardowe wyjście.
Wszystko co nie jest komendą jest kopiowane bez zmian.
Ważniejsze wbudowane komendy to:
- dnl – wszystko do końca linii jest komentarzem, którego nie należy kopiować na wyjście. Ważne: dnl działa jedynie jako pojedynczy wyraz; oznacza to, że ednl zostanie zinterpretowane jako zwykły tekst.
- eval(wyrażenie) – oblicza wyrażenie arytmetyczne
- define(nazwa,definicja) – definiowanie własnych komend
- defn(nazwa) – drukuje treść makra nazwa na standardowe wyjście
- include(nazwa pliku) – kopiuje zawartość wskazanego pliku na standardowe wyjście

Otoczenie wyrażenia za pomocą znaków ` oraz ' skutkuje oznaczeniem go jako tekst niezmienny, np.
```
define(foo, $1 $2 $3)
foo(1, 2, 3)
`foo(4, 5, 6)'

```

wynikiem będzie:
```
1 2 3
foo(4, 5, 6)

```

## Przykład
```
define(foo,$1 ma $2)dnl
define(bar,Kasia)dnl
foo(Ala,kota)
foo(bar,psa)
2 + 2 = eval(2+2)
defn(bar)

```

co w wyniku daje:
```
Ala ma kota
Kasia ma psa
2 + 2 = 4
Kasia

```